# Bas Van den Eynden
Bas Van den Eynden (Lille, 7 januari 2002) is een Belgisch professioneel voetballer die bij voorkeur als centrale middenvelder speelt. Hij staat onder contract bij de Belgische eersteklasser K Beerschot VA.

## Carrière
Van den Eynden stroomde in het seizoen 2020/21 door vanuit de jeugd naar het eerste elftal van KV Mechelen. Hij maakte zijn officiële debuut in de eerste ploeg op 10 april 2022 in de met 2-0 verloren uitwedstrijd tegen Club Brugge. Hij mocht in de 83ste minuut invallen voor Jannes Van Hecke. 
In mei 2025 liet hij op Instagram weten dat hij KV Mechelen zal verlaten en maakte hij de overstap naar K Beerschot VA .   

## Statistieken
| Seizoen         | Club             | Competitie      | Competitie | Competitie | Beker | Beker | Totaal | Totaal |
| Seizoen         | Club             | Competitie      | Wed.       | Dlp.       | Wed.  | Dlp.  | Wed.   | Dlp.   |
| --------------- | ---------------- | --------------- | ---------- | ---------- | ----- | ----- | ------ | ------ |
| 2020-21         | KV Mechelen      | Eerste klasse A | 0          | 0          | 0     | 0     | 0      | 0      |
| 2021-22         | KV Mechelen      | Eerste klasse A | 3          | 0          | 0     | 0     | 3      | 0      |
| 2022-23         | Jong KV Mechelen | Tweede afdeling | 26         | 2          | 0     | 0     | 26     | 2      |
| 2023-24         | Jong KV Mechelen | Tweede afdeling | 10         | 1          | 0     | 0     | 10     | 1      |
| 2024-25         | KV Mechelen      | Eerste klasse A | 13         | 3          | 1     | 0     | 14     | 3      |
| 2025-26         | K Beerschot VA   | Eerste klasse B | 1          | 1          | 0     | 0     | 1      | 1      |
| Carrière totaal | Carrière totaal  | Carrière totaal | 53         | 7          | 1     | 0     | 54     | 7      |

2 Dagba ·
3 Matthys ·
4 Plat ·
5 Mbe Soh ·
6 Fayed ·
7 Reyners ·
8 Henderson ·
9 Kosiah ·
10 Verlinden ·
11 Krüger ·
13 Doucouré ·
16 Al-Ghamdi ·
17 Al-Sahafi ·
18 Sanusi  ·
19 Thiam ·
21 Vargas ·
25 Colassin ·
26 Tshimanga ·
27 Keita ·
28 Weymans ·
30 Huiberts ·
32 Wright-Phillips ·
33 Shinton ·
42 Martha ·
47 Cagro ·
51 De Stobbeleir ·
55 Nzouango ·
66 Tolis ·
71 Matijaš ·
77 Van La Parra ·
Coach: Kuijt